# Kasapura, Kudligi
Kasapura là một làng thuộc tehsil Kudligi, huyện Bellary, bang Karnataka, Ấn Độ.